# Roberto Bertoldo
Roberto Bertoldo (Chivasso, 29 aprile 1957) è uno scrittore italiano.
È autore di raccolte poetiche, romanzi, racconti e saggi filosofici. Dopo la laurea in Lettere si è dedicato all'insegnamento nelle scuole superiori. Dal 1996 ha diretto la rivista internazionale di letteratura «Hebenon».
Negli scritti di filosofia ha teorizzato, sulle tracce di Leopardi e Camus, il nullismo come superamento del nichilismo, e la fenomenognomica come sensuale e titanica proiezione fenomenologica, per virtù della quale l'uomo trova nell'impegno civile la giustificazione filosofica delle sue azioni etiche ed estetiche e per la quale l'arte può finalmente realizzare l'incontro fra purezza e concretezza.

## Saggistica
- Principi di fenomenognomica con applicazione alla letteratura, Guerini e Associati, 2003 (Nuova edizione in Fenognomica, Mimesis, Milano 2025, parte prima, ISBN 979-12-2231-740-3).
- Sui fondamenti dell'amore. Studio fenomenognomico, ivi 2006 (Nuova edizione in Fenognomica, Mimesis, Milano 2025, parte seconda, ISBN 979-12-2231-740-3).
- Anarchismo senza anarchia, Mimesis 2009; ISBN 978-88-8483-939-8.
- Nullismo e letteratura. Saggio sulla scientificità dell'opera letteraria (nuova edizione riveduta e ampliata del volume pubblicato nel 1998), ivi 2011; ISBN 978-88-5750-534-3.
- Chimica dell'insurrezione, ivi 2011; ISBN 978-88-5750-687-6.
- Istinto e logica della mente. Una prospettiva oltre la fenomenologia, ivi 2013; ISBN 978-88-5751-752-0.
- La profondità della letteratura. Saggio di estetica estesiologica, ivi 2016; ISBN 978-88-5753-693-4.
- Rifondazione dello scetticismo, ivi 2017; ISBN 978-88-5754-259-1.
- Dio in progress. Metafisica, religione, morale, ivi 2020; ISBN 978-88-5756-352-7.
- Sistema transitorio. Dialogo sui sistemi di pensiero, ivi 2022; ISBN 978-88-5758-596-3.

## Narrativa
- Il Lucifero di Wittenberg - Anschluss, Asefi 1998; ISBN 978-88-8681-823-0.
- Anche gli ebrei sono cattivi, Marsilio 2002; ISBN 978-88-3178-003-2.
- Ladyboy, Mimesis 2009; ISBN 978-88-8483-981-7.
- L'infame, La Vita Felice 2010; ISBN 9788877993175.
- Satio, Achille e La Tartaruga 2015; ISBN 978-88-9655-836-2.
- L'ultima madre, Mimesis 2017; ISBN 978-88-5754-308-6.
- Amori postumi, WriteUp 2021; ISBN 979-12-80353-01-6.
- L'arte dei misogini, Mimesis 2022; ISBN 978-88-5759-471-2.

## Poesia
- Il calvario delle gru, La Vita Felice 2000 (traduzione inglese: The calvary of the cranes, New York 2003; ISBN 978-18-8441-959-1);
- L'archivio delle bestemmie, Mimesis 2006; ISBN 9788884834782.
- Pergamena dei ribelli, Joker 2011; ISBN 978-88-7536-279-9.
- Il popolo che sono, Mimesis 2015; ISBN 978-88-5753-205-9.
- Victims' Cram, Chelsea Editions, New York 2016; ISBN 978-09-8610-614-9.

## Aforismi
- Sutra d'Occidente, Mimesis 2022; ISBN 978-88-5758-594-9.

## Traduzioni
- Benjamin Constant, Cecilia, Mimesis 2013; ISBN 978-88-5751-740-7.
- Marcel Proust, Poesie d'amore, Mimesis, Milano 2018; Nuova edizione riveduta, Mimesis, 2025; ISBN 979-12-2231-635-2.
- Émile Nelligan, Un lungo grido di corno, Mimesis, Milano 2021; Nuova edizione riv., Mimesis, 2025; ISBN 979-12-2231-637-6.
- Albert Lozeau, Le ore dell'amore, Mimesis, Milano 2022; ISBN 978-88-5759-474-3.
- Georges Rodenbach, Versi d'amore, Mimesis, Milano 2022; ISBN 978-88-5759-475-0.
- Lèon Deubel, Poesie (Poésies), Mimesis, Milano 2025; ISBN 979-12-2231-636-9.

| Controllo di autorità | VIAF (EN) 74082962 · ISNI (EN) 0000 0000 6658 9699 · SBN CFIV079457 · LCCN (EN) no00063238 · GND (DE) 121306666 · BNF (FR) cb14502288v (data) · J9U (EN, HE) 987007258669605171 |